# 烏石漁港
烏石漁港，是位於台灣宜蘭縣頭城鎮的觀光漁港，漁港管理單位農業部漁業署將其列為第一類漁港。烏石漁港自古就是台灣東北部出入的門戶，現在和梗枋漁港及南方澳漁港並列宜蘭3大賞鯨觀光漁港。一年一度的頭城搶孤也是在此地舉辦。烏石漁港的名稱，是因港灣內的巨大黑礁石而得名。

## 概要

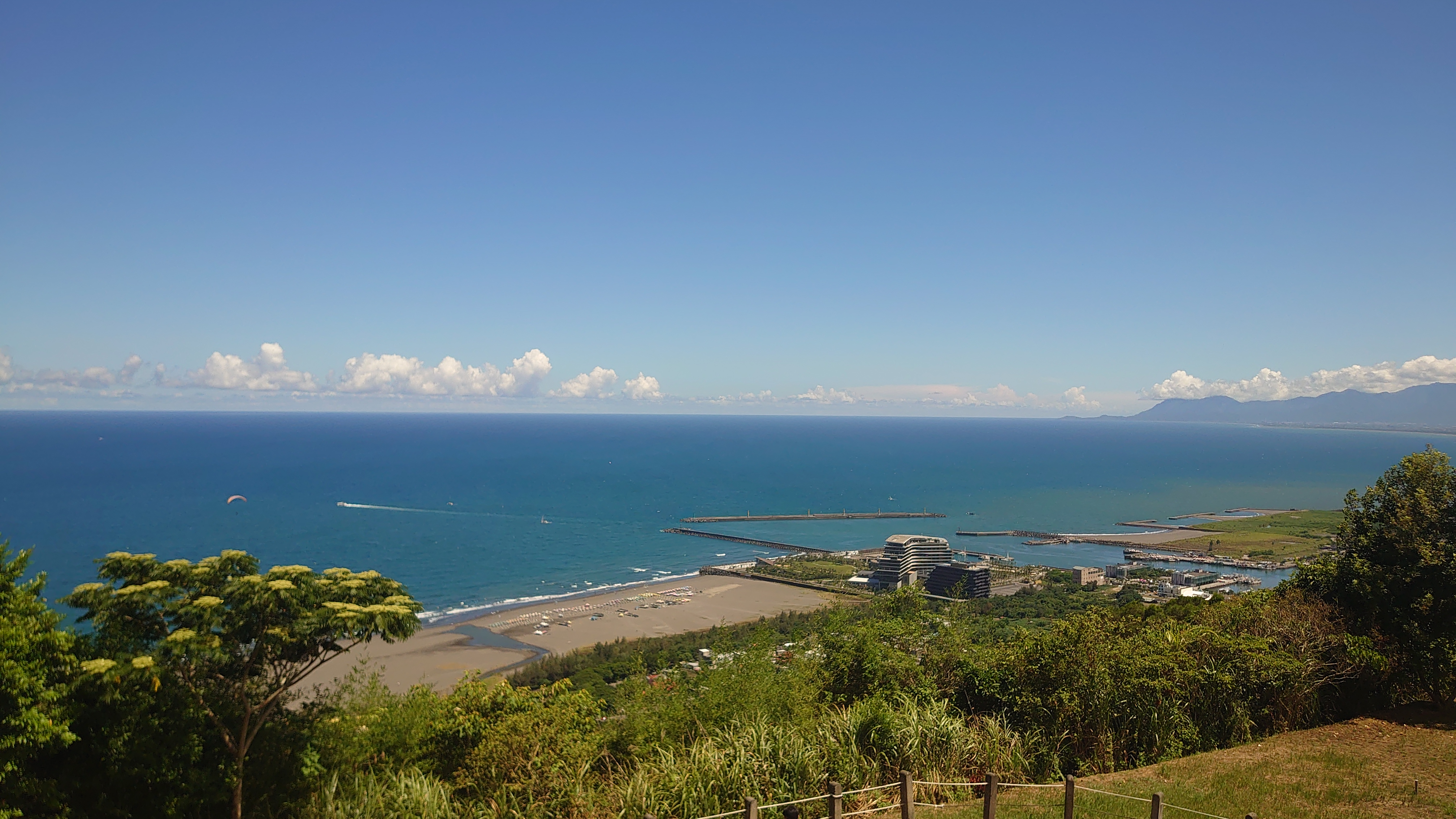
烏石漁港與北堤外澳沙灘

早期除了具有漁業功能外，也曾是宜蘭最重要的對外貿易商港「烏石商港」，商業活動使得港務日益繁忙。全盛時期，東北角一帶的民生物資都由此進出，當年來自江浙的「北船」、閩澳的「南船」、漳州、泉州、惠州的「唐山船」、雞籠、艋舺的「彭仔船」等商船雲集的盛況，也嬴得『石港春帆』的美稱，被列為蘭陽八景之一。在一次洪水帶來大量泥沙堆積，讓烏石商港失去功用而逐漸沒落；直到1990年之後，重新整建成兼具觀光事業的漁港，現在已是假日賞鯨、龜山島往來的交通要津。
烏石港擴建之後，因為突堤效應的結果，海沙不斷累積在烏石港以北的外澳地區形成一大片沙灘，而烏石港以南頭城海水浴場地區的沙量卻逐年消失中，不斷以消波塊來阻擋海岸線向內侵蝕。烏石港的北堤因為海砂的不斷累積，在外澳地區所形成一大片沙灘，地形使海浪易成為浪型，加上雪山隧道通車帶來的交通便利，如今也成為假日的衝浪聖地。從原本只有一家，變成了10多家衝浪店。
民俗活動方面，每到農曆七月底烏石港區內會架起孤棚與飯棧以舉辦一年一度的頭城搶孤活動，與恆春半島的搶孤活動齊名。

## 歷史
烏石礁為立於烏石港中之烏礁石，烏石港之名由此而來。

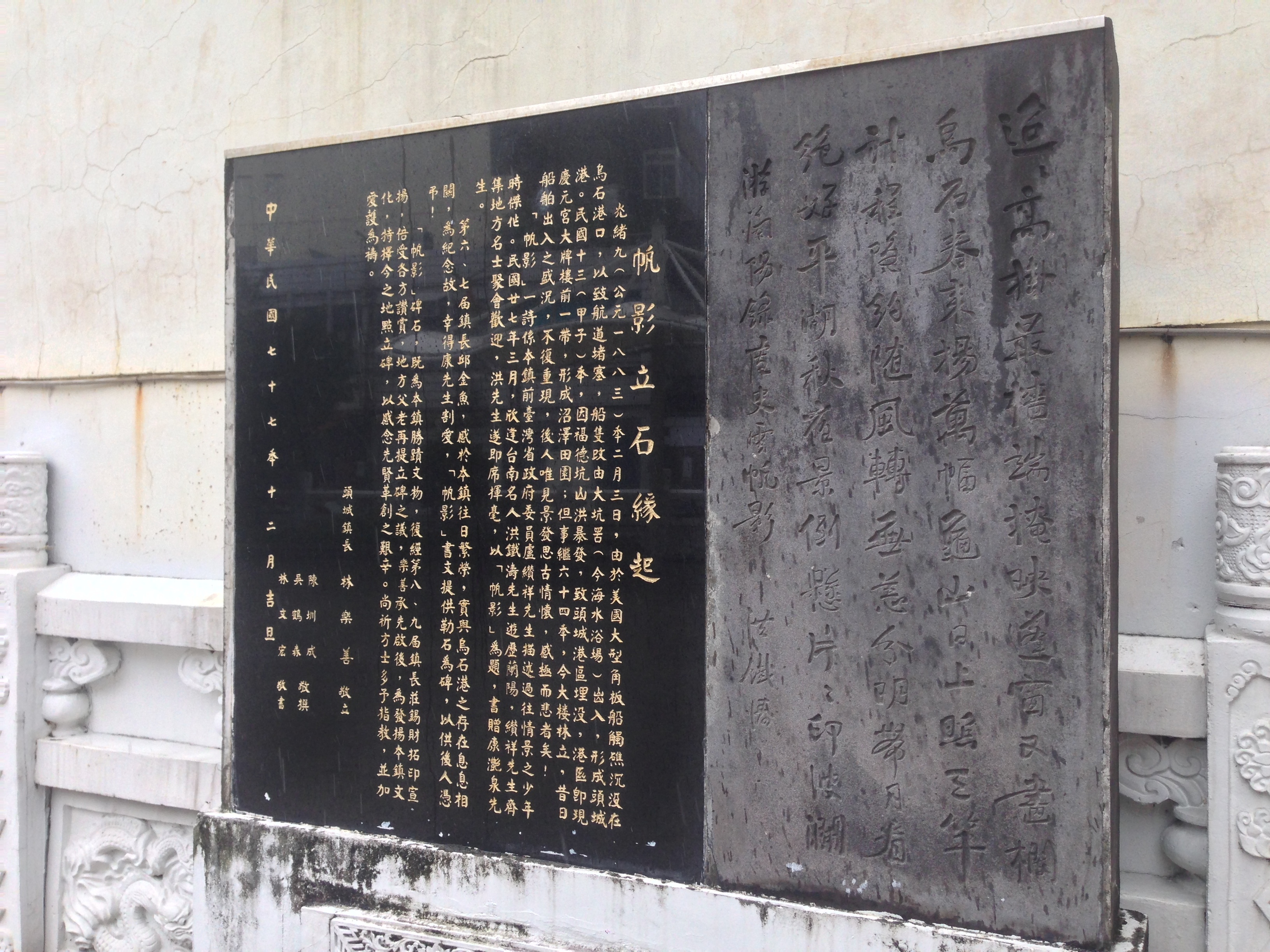
位於頭城慶元宮廟前的帆影詩碑。

- 1776年（乾隆41年），林元旻由烏石港北邊的河流上溯，成功入墾淇武蘭，為漢人入墾蘭陽平原最早者。
- 1796年（嘉慶1年），吳沙至此登陸宜蘭，此後形成港灣。
- 1826年（道光6年），烏石商港（舊港）開港。
- 1878年，洪水氾濫，大量泥沙的淤積。
- 1883年，一艘美國大船的擱淺烏石商港（舊港）從此沒落。
- 1892年，烏石商港（舊港）完全喪失港口功能。
- 1989年，鑒於宜蘭港灣不足，仍規劃列入「第二期台灣漁港建設方案」。
- 1991年，漁港興建工程動工。
- 1999年，假日觀光魚市「烏石漁港直銷中心」落成。
- 2001年，漁港工程完工，正式啟用。
- 2003年，烏石港遊客中心落成[5]。
- 2004年3月，烏石港遊客中心正式啟用[5]。
- 2006年，原為縣定古蹟的烏石舊港被文建會改登錄為文化景觀。
- 2008年10月，烏石港南堤部分開始大規模填土造陸，廢土由台北市捷運局提供。
- 2012年1月，昇恆昌以私人名義，用8.47億標下7,123坪旅館服務區土地。
- 2013年3月，展悅建設以新台幣2,052,688,888元（20億5,000餘萬）標下南堤29,700餘坪的土地所有權。

## 文化資產
烏石港舊址於2006年登錄為文化景觀，以三塊大礁石見證烏石港歷史。位置靠近新烏石港，屬於蘭陽博物館園區的一部分。

## 港灣概況

### 施設狀況
- 港口泊地面積12.5公頃
- 碼頭2,100公尺
- 新生地（填陸）面積6公頃

### 其他施設
- 漁會大樓
- 漁會大樓一樓 賞鯨登島報到處
- 烏石漁港直銷中心
- 烏石港驛站
- 蘭陽博物館